# Możne
Możne – wieś w Polsce położona w województwie warmińsko-mazurskim, w powiecie oleckim, w gminie Olecko.
W latach 1975–1998 miejscowość administracyjnie należała do województwa suwalskiego.

## Historia
Wieś nosiła wcześniej nazwę Moossnen, Mooschnen (od 1938). W 1947 r. Gustaw Leyding-Mielecki nazwę wsi zapisał jako Moszne.
Wieś czynszowa lokowana na prawie chełmińskim w 1564 r., powstała na mocy sprzedaży przez starostę książęcego Michałowi Możnemu dwóch włók sołeckich, 20 włók przeznaczona na założenie wsi, kolonistom przysługiwało 10 lat wolnizny.
Wieś położona nad Jeziorem Oleckim Wielkim, dawniej posiadała jednoklasową szkołę (powstała w latach 1737-1740. W roku 1935 do szkoły uczęszczało 29 dzieci w klasach 1-4 oraz 26 w kasach 5-8. W tym czasie zatrudniona była jedna nauczycielka. Na początku XX w., ze względu na bliskość miasta wieś podlegała urzędom miejskim. Jedynie posterunek żandarmerii mieścił się w Sedrankach, a punktu weterynaryjny badania mięsa w Borawskich. W roku 1600 mieszkali tu sami Polacy. W 1938 we wsi mieszkało 286 osób.